# Eidži Kavašima
Eidži Kavašima (japonsko 川島 永嗣), japonski nogometaš, * 20. marec 1983, Saitama, Japonska.
Za japonsko reprezentanco je odigral 95 uradnih tekem, od česar 11 kot prvi vratar moštva na svetovnih prvenstvih 2010, 2014 in 2018. Član japonske reprezentance je bil tudi na svetovnem prvenstvu 2022, vendar kot rezervni vratar ni nastopil.